# Graveyard
Graveyard is een in 2006 opgerichte hardrockband uit de Zweedse stad Göteborg.
Joakim Nilsson en Rikard Edlund, beide bandleden van de in 2000 opgedoekte band Norrsken, ontmoetten drummer Axel Sjöberg toen ze deel uitmaakte van de blues-rockband Albatross. Na vijf jaar ging Albatross uiteen. De reden hiervoor was dat de muzikanten niet tevreden meer waren over de richting die de sound van de band was uitgegaan. Nilsson wilde graag weer zingen, terwijl hij in Albatross alleen gitaar speelde en Edlund wilde weer basgitaar gaan spelen in plaats van gitaar. Samen met Axel Sjöberg en gitarist/zanger Truls Mörck werd in 2006 Graveyard opgericht. Direct werden er plannen gemaakt voor het maken van een album bij het Zweedse platenlabel Transubstans Records. Ondertussen werd er ook een demo van een paar nummers op MySpace gezet. Via MySpace werd Graveyard ontdekt door Tony Presedo, de oprichter van TeePee Records. Het ongetitelde eerste album werd begin 2008 uitgebracht. Tijdens de opnames werd Truls Mörck vervangen door gitarist Jonatan Ramm.
In 2008 stond Graveyard op de Roadburn en South by Southwest muziekfestivals en toerden ze met stonermetalband Witch. In de herfst toerden ze vervolgens met Witchcraft en Clutch. In 2009 toerde Graveyard met CKY. In de zomer van 2011 kwam het tweede album Hisingen Blues uit en in het najaar van 2012 het derde album met de titel Lights Out. In 2013 stond Graveyard onder andere op Rock im Park, Rock am Ring, Pinkpop, het Download Festival, Hellfest en Rock Werchter.
Op 25 september 2015 lanceerde de band hun vierde studioalbum getiteld Innocence & Decadence waarmee ze in datzelfde jaar nog genomineerd werden voor een Grammy-award voor beste Hard Rock/Metal album van het jaar
In een bericht op Facebook van 23 september 2016 meldt de band dat door "verschillen van inzicht" tussen de bandleden, zij er voor kiezen uit elkaar te gaan.
In een bericht dat gepost werd op 26 januari 2017 kondigde Graveyard hun terugkeer aan. De band schreef "Living isn't always easy and playing in a band doesn't tend to make the noble art of living well any easier.". Daarom besloot de band om de samenwerking met hun drummer Axel Sjöberg stop te zetten en op zoek te gaan naar een vervanger. De band wil verder niet ingaan op de specifieke reden voor het vertrek van hun drummer.
In 2023 bracht de band het album 6 uit.

## Discografie

### Albums
| Album met eventuele hitnotering(en) in de Nederlandse Album Top 100 | Datum van verschijnen | Datum van binnenkomst | Hoogste positie | Aantal weken | Opmerkingen |
| ------------------------------------------------------------------- | --------------------- | --------------------- | --------------- | ------------ | ----------- |
| Graveyard                                                           | 2007                  | -                     |                 |              |             |
| Hisingen blues                                                      | 2011                  | -                     |                 |              |             |
| Lights out                                                          | 2012                  | -                     |                 |              |             |
| Innocence & decadence                                               | 2015                  | -                     |                 |              |             |
| Peace                                                               | 2018                  | -                     |                 |              |             |

| Album met hitnotering(en) in de Vlaamse Ultratop 200 albums | Datum van verschijnen | Datum van binnenkomst | Hoogste positie | Aantal weken | Opmerkingen |
| ----------------------------------------------------------- | --------------------- | --------------------- | --------------- | ------------ | ----------- |
| Lights out                                                  | 2012                  | 10-11-2012            | 115             | 4            |             |